# Csaba Fehér
Pour les articles homonymes, voir Feher.
Csaba Fehér est un footballeur hongrois né le 2 septembre 1975 à Szekszárd. Il peut jouer en tant que défenseur ou milieu de terrain.

## Carrière
Après onze saisons aux Pays-Bas, Csaba revient au Újpest FC en 2011 afin d'y finir sa carrière.

## Palmarès
Újpest FC
- Champion de Hongrie : 1997-1998

 PSV Eindhoven
- Champion des Pays-Bas : 2004-2005 ; 2006-2007
- Vainqueur de la Coupe des Pays-Bas 2005